# Ophiomyia furcata
Ophiomyia furcata är en tvåvingeart som beskrevs av Mitsuhiro Sasakawa 1988. Ophiomyia furcata ingår i släktet Ophiomyia och familjen minerarflugor. Inga underarter finns listade i Catalogue of Life.